# Kōenji Awa-odori
Le Kōenji Awa-odori (高円寺阿波おどり) est un festival de danse traditionnelle japonaise de type Awa-odori, organisé tous les derniers week-ends d'aout dans le quartier de Kōenji à Tokyo.
Il est organisé depuis 1957 et réunit environ 1 million de visiteurs, ainsi qu'environ 10 000 danseurs répartis en 160 groupes.

## Sources
1. ↑  Yann Rousseau, « Awa-odori, le plus grand festival du Japon », sur www.lesechos.fr (consulté le 31 octobre 2019).
2. ↑  « １００万人「ヤットサー」熱狂 »(Archive.org • Wikiwix • Archive.is • Google • Que faire ?).